# Banquet d'Herodes de bronze
El Banquet d'Herodes és un relleu de bronze daurat realitzat per Donatello entre 1423 i 1427, per a la pica baptismal del Baptisteri de Siena, on es troba. És un quadrat de 60 cm de costat. El relleu està construït amb la tècnica del stiacciato.

## Història
La pica baptismal del Baptisteri de la Catedral de Siena va ser decorada per diversos artistes entre 1416 i 1434. Donatello va ser cridat el 1423, quan estava treballant amb els profetes de la torre del campanar de Giotto a Florència i va ser el seu primer gran encàrrec fora d'aquesta ciutat. També va ser un senyal tangible de com la fama de l'escultor havia encreuat els límits de la ciutat i el seu treball vinculat a la realització a la majoria dels materials, com en marbre i en bronze.
A més a més de Donatello, van treballar a l'elaboració de la pica baptismal d'altres escultors, com Lorenzo Ghiberti i Jacopo della Quercia. L'encàrrec es va completar el 1427, quan els comitents van quedar tan satisfets amb el resultat, que li van demanar la realització de les estatuetes de La Fe i L'esperança, realitzades entre 1427 i 1429.

## Descripció
La vora del relleu és molt simple i actua com un passepartout, com si es tractés d'una finestra. La representació s'ordena en correspondència amb la perspectiva lineal, amb un punt de fuga al centre de la representació. Però a diferència del relleu de Sant Jordi allibera la princesa, en aquest cas el centre és clar, amb els personatges que es disposen al voltant a segones línies diagonals, creant un efecte de dinamisme.
El plafó mostra les tres etapes del banquet narrat pels evangelis de Mateu i Marc. Segons el relat bíblic Herodes Antipas, patriarca de Judea, vivia amb Heròdies, esposa del seu germà, provocant un gran escàndol i indignació. Joan Baptista va reprotxar aquest adulteri i Herodes ho va posar a la presó per incitació de la seva amant. Més tard, durant un banquet, va ser conquerit per la dansa de Salomé, la jove i bella filla d'Heròdies, i li va prometre de donar-li com a premi el que ella desitgés, aleshores, impulsada per la seva mare, va dir que volia el cap del Baptista. Herodes, encara que contrariat, perquè sabia la veritat de les paraules de Joan, va ordenar que fos decapitat i el seu cap lliurat a Salomé.
El relleu de Donatello està organitzat d'acord amb un magistral ús del relleu, en tres plans, que es fan visibles mitjançant l'obertura dels arcs a les parets, creant una sèrie d'obertures consecutives a manera de "telescopi". Als pilars que sustenten els arcs, la seva funció és de gran importància, determinant la direcció de la construcció espacial.
En el centre estan els músics que al·ludeixen al ball de Salomé que acaba de finalitzar. A la part del darrere pot veure's el criat que mostra el cap del Baptista a Salomé i a la seva mare, contra el teló de fons d'una escala, el que probablement al·ludeix al palau reial. A primer terme se celebra l'acció principal, amb un soldat-criat que mostra una safata damunt la qual es troba el cap del sant decapitat. Herodes, a l'extrem dret, es mostra horroritzat per aquesta visió, com eloqüentment ho demostra l'expressió de la seva cara i el gest de rebuig amb els palmells de les mans, com si reconegués de sobte la seva errada. També els seus invitats estan consternats per la visió, per exemple al centre cap a l'esquerra hi ha un cobrint-se els ulls amb la mà.

## Estil
Donatello va ser capaç d'involucrar amb mestratge l'observador a l'escena representada, acreditant el relleu al seu punt de vista des de dalt, com ho demostra l'escorç de la taula.
El paviment de quadres, determina la ubicació exacta de cada personatge al primer pla. Donatello comprimeix en un nivell mínim les figures sobre el pla del fons i a poc a poc a mesura que avança cap a la part davantera, els proporciona als altres, l'alt relleu, a tots els del grup dret junt amb el que duu el cap en una safata.
L'espai sembla expandir-se més enllà, com demostra les figures tallades per la meitat igual que el fons només sembla una part d'alguna cosa més àmplia. Deixa l'espai indefinit com era típic a la pintura flamenca.